# Belgica antarctica
Belgica antarctica es una especie de mosquito no volador de la familia Chironomidae, endémica del continente antártico.
Mide 2–6 mm de largo, y es realmente la única especie animal plenamente terrestre del continente y su único insecto verdadero. Su ausencia de alas puede haber sido una adaptación para evitar que el viento lo desplace a lugares inhóspitos.
Puede sobrevivir durante dos años al congelamiento de sus fluidos corporales, acumulando energía en las dos etapas de crecimiento para reproducirse. Su coloración le permite absorber el calor para sobrevivir. Puede resistir grandes cambios de salinidad y pH y sobrevivir sin oxígeno durante 2 a 4 semanas. Puede sobrevivir a la deshidratación hasta perder el 35 % de su peso corporal.
Tiene el genoma más pequeño conocido de un insecto: 99 millones de pares de nucleótidos (y alrededor de 13,500 genes).